# سنط خيمي
السنط الخيمي أو السمر المظلي (الاسم العلمي: Acacia ligulata) هو نوع ينتمي لجنس الطلح، وهي شُجيرة أو شجرة كثيفة التفرع واسعة الانتشار في كل ولايات أستراليا البرية. ولا يُعتبر نادر أو مهدد بالانقراض.
وتنتشر في بيئات الكثبان الرملية، وتتحمل الجفاف والصقيع لدرجة -9 مئوية، وتتكاثر بالبذور، وهي سريعة النمو في الترب ذات التركيب القاعدي جيدة التصريف، الخفيفة والكثيفة. وقد تمت زرعتها في منطقة الرياض بالمملكة العربية السعودية، من أجل حماية التربة المنجرفة، ولتثبيت الرمل، ولصد الرياح.

## الوصف
ينمو السنط الخيمي مستقيماً أو ينتشر كشُجيرة، ويصل لارتفاع 2-4 متر، وينتشر بعرض 3 أمتار، وفي بعض الأحيان تأخذ شكل القبة، وتتفرع في العادة من الأرض. ولحاؤها غالباً محزوز في القاعدة، وبالرغم من ذلك فهو أملس. تفرعاتها منحنية وذات خطوط صفراء، وغالباً تحوي على شعيرات. ولها أوراق متباينة في الطول بين 4-10 سم، ولها أزهار صفراء ذهبية اللون منتظمة في نورات مستديرة تظهر في فصل الربيع. وثمارها قرنية بنية اللون بها خطوط خفيفة.

## الاستخدامات
يمكن استخدامها كسياج شجري، وكمصد للرياح لتثبيت الأماكن الرملية، لمناطق إعادة النبات النباتي و سيطرة التعرية، وأيضاً للأماكن ذات الحالات الملحية أو القلوية، ويمكن أن ينمو من التعقيل، ويخزن كمصدر علف لحالات الطوارئ.
يستخدم الأهالي المحليون هذا النبات بخلط رماده مع أوراق شجر Duboisia hopwoodii المجففة لتحضير مادة مخدرة لأجل التجارة. ويستخدم الصمغ المنتج من قبل هذا النوع للاستهلاك، ويتم شوي البذور وطحنها لصنع مثبط. الأوراق و اللحاء تستخدم من أجل أغراض طبية، من أجل علاج نزلات البرد، أو التهابات الصدر، و الأمراض بشكل عام.

## معرض صور

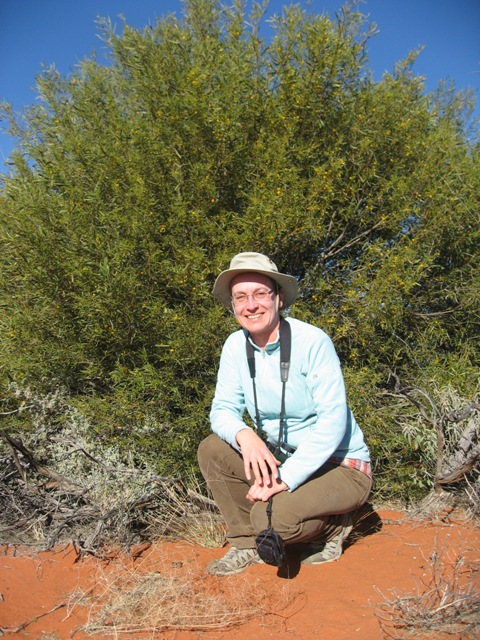
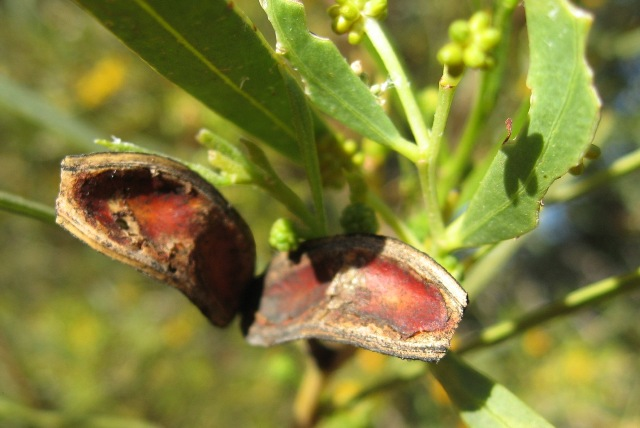
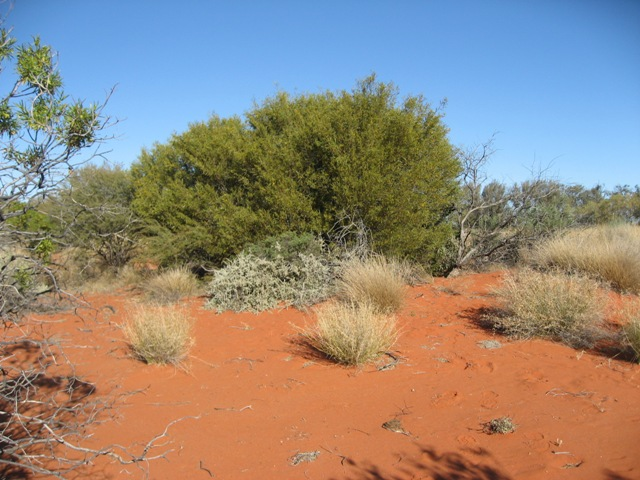
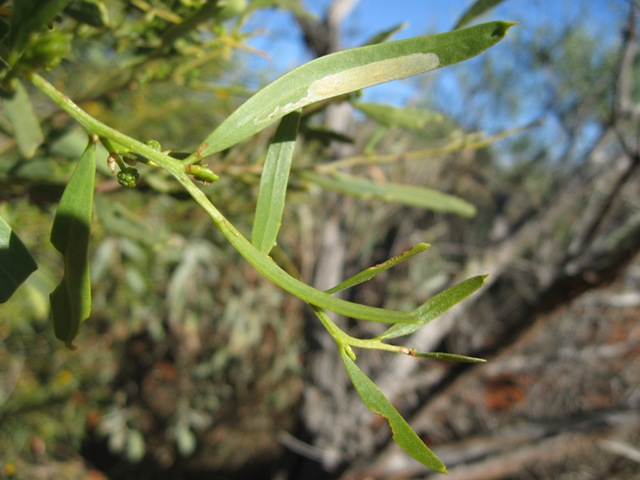
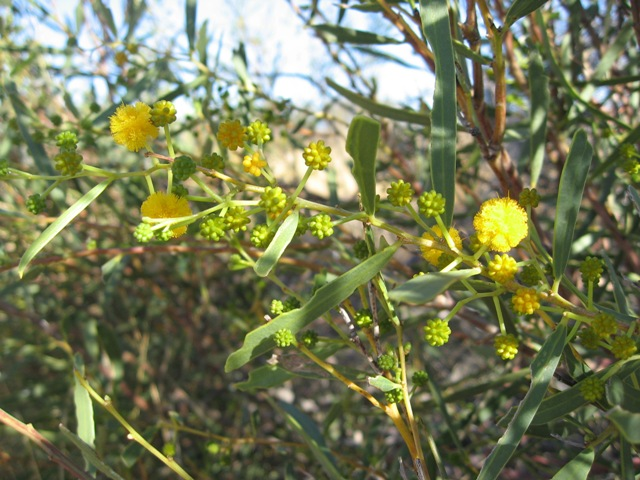